# 제2차 과학기술발전 5개년 계획
북한은 2002년 12월의 국가 과학원 창립 50주년을 기념하는 자리에서 지난날의 성과와 함께 제2차 과학기술발전 5개년 계획의 주요 내용을 발표하였다.
주요 과제는 인민경제 부문 17개 과제, 첨단기술부문 5개 과제, 기타 부문으로 구성되어 있고, 인민경제부문은 다시 인민경제의 기술적 개건 11개 과제와 인민생활 개선 6개 과제로 나눠져 있다.

## 과학기술발전 중요과제 과정

### 석탄 공업 부문
- 이 부문에서는 지질 탐사 방법 및 수단의 현대화하라.
- 앞선 채굴법과 선광법을 도입하는 데 큰 힘을 넣는 것이다.
- 우선 측량 부문에서 인공위성에 의한 지리 정보 체계(GIS)와 전지구 위치 측정 체계(GPS)를 도입 하여라.
- 지형도 작성 사업을 현대화하고 측지 자료들을 자료 기지화하며 인공위성 원격 조사 기술을 도입 하여라.
- 우리나라 지질구성을 구체화하고 종합 체계화 한다.
- 컴퓨터화된 디지털 물리 탐사 기구에 의한 탐사 방법, 지구 화학적 탐사 방법을 연구 도입 하여라.
- 탐사 속도와 효율을 현재보다 2배 이상 높여라.
- 탐사 심도를 현재의 1,000m로부터 2,000m 이상으로 보장 하여라.
- 탐사 성공률을 20 - 30%이상으로 높이는 것이다.

### 전력 공업 부문
- 회전 부문 날개를 최근에 새로 개발된 프로필 개조 하여라.
- 바가지형 수차에서 효율을 85%로부터 90%로 높여라
- 대형 후란시스 수차에서는 87%로부터 94%로 높여라
- 중형 후란시스 수차에서는 82%로부터 91%로 높이는 것이다.
- 또한 속거품 침식으로 수차의 효율이 떨어지는 것을 막기 위한 최신 기술들을 연구 도입 하여라.
- 지난 시기 수차 효율이 7%나 떨어지던 것을 0.5%이하로 줄이는 것이다.
- 그리고 고수위 운전을 보장하며 운영중 효율 측정과 부하 분배에 대한 과학 기술적 문제들을 해결하여라.
- 전력을 한해에 12억kw/h 더 생산하는 것이다.
- 210t/h 동력용 보일러에 순환 비등층 연소 기술을 도입 하여라.
- 저열탄을 때면서도 연소 효율을 현재의 88%로부터 94%이상으로 높여라.
- 운영 과정에 중유를 1kw/h당 45g 소비하던 것을 전혀 쓰지 않도록 한다.
- 또한 이 기술을 320t/h 동력용 보일러에 도입하기 위한 연구 사업도 동시에 밀고 나간다.
- 이와 함께 열관식 공기 예열 기술, 자가 소비 전력 주차수 제고 기술 등을 연구 도입 하여라.
- 발전기 대당 전력 생산을 공칭 능력의 55 - 60%로부터 85 - 90% 수준으로 높여라.
- 송변전 부문에서는 현존 송배전망을 전반적으로 검토 분석하고 합리적으로 조절 배치 하여라.
- 전력의 도중 손실을 현재의 21%로부터 16%까지 줄여라.
- 전압을 높이는데서 나서는 과학 기술적 문제들을 해결하는 것이다.
- 그리고 다기능 적산 전력계 등을 연구 개발하라.
- 또한 우리나라 전력망을 발전적으로 개건하고 동아시아 지역의 전력망을 직류 송전망으로 통합하라.
- 초고압 직류 송전 체계에 대한 연구 사업도 전망성 있게 벌려 나가라.

### 금속 공업 부문
- 삼화철 생산에서는 기술 경제적 지표를 개선하라.
- 삼화철의 품질을 높이기 위한 시험 연구를 계속 심화시켜라.
- 산소열법 용광로에 의한 용선 생산 기술을 개선하기 위한 시험 연구를 계속하라.
- 6만t 갈탄 제철 시험로의 운영을 정상화하고 기술 경제적 지표를 시험 연구 강화하라.
- 그리하여 북한에서 콕스를 쓰지 않는 용선 생산 비중을 점차 늘여라.
- 5개년 계획이 끝나면 그 생산 능력을 년 20만t 수준에 이르도록 한다.
- 이밖에 제강 부문에서는 산소 전로에 상하 복합 취련 기술을 받아 들여라.
- 유색 금속 부문에서는 아연 제련에서 고산 고온 침출 공정을 받아 들여라.
- 아연 제련의 실수율 제고와 티탄 마그네슘 합금 생산 공정을 확립하라.

### 기계 공업 부문
- 기계 공업 부문에서는 우선 공작기계의 정밀화, 고속도화, 지능화에 큰 힘을 넣어라.
- CAD와 캠 (동음이의)를 확립하라.
- 수치 제어 종합 가공반과 수치 제어 선반의 품종 확대하라.
- 새로운 만능 공작기계들의 개발과 생산 그리고 그 정밀도 수준을 제고하라.
- CNC 공작기계용 공구 개발과 그 생산 공정의 확립에 힘을 넣어라.
- 공작기계 공업을 세계적 수준에 올려 세우는 것이다.
- 자동차, 트랙터 공업에서는 42, 98, 168kw의 현대적인 엔진을 새로 개발하라.
- 3톤, 5톤 10톤급의 새로운 화물 자동차를 개발, 생산하는 것이다.
- 이밖에 연료 펌프, 스리브, 시동기, 교류 발전기를 부속품과 기구들을 새로 개발 하라.
- 그 품질을 높이며 자동차 엔진과 트랙터 엔진의 연료 소비를 낮추고 엔진 수명을 늘이는 것이다.
- 이밖에도 기계 공업 부문에서는 전동기, 발전기, 변압기 등 전기 기계의 품질 제고를 하라.
- 새로운 피스톤식 압축기와 나사식 압축기의 개발과 계열 생산을 하여라.
- 유압기구 생산 공정의 현대화와 품질 제고 등에 힘을 넣어라.

### 전자 공학 부문
- 성능 높은 컴퓨터와 디지털 텔레비젼 생산 공정을 확립하라.
- 288개의 중앙 처리 장치를 결합한 604기가플롭스 성능의 대형 병렬 컴퓨터를 개발하라.
- 디램 개발과 마이크로프로세서 제작을 전문적으로 세계 수준으로 갖추어라.
- 중앙으로부터 군, 리까지 광케이블 통신을 실현하기 위한 기술 연구를 추진을 하라.
- 광케이블 생산을 다그치며 통신망 건설을 진행하여 나라의 정보 통신 기반을 구축하여라.
- 세계적 수준의 인트라넷을 관리 운영하는 것을 목표로 정하라.

### 생명 공학 부문
- 유전자 합성과 가공, 유전자 염기 배열 분석, 유전자 탐색과 발현 조절을 하라.
- 동물의 클론 기술을 확보하고 미량물질의 분리 정제를 하라.
- 생물 공학의 기본 핵심 기술을 세계적 수준에 올려 세우라.
- 벌레 면역성 벼와 강냉이, 흰잎 마름병 저항성 벼, 비루스 저항성 감자등을 생산에 받아 들여라.
- 인터페론, B형 간염 예방약과 C형 간염 진단약, 연 면역성 아밀라제 등의 생산을 실현 하여라.
- 생물 약품 공업을 창설 및 북한 풍토에 맞는 가뭄 면역성, 추위 면역성, 소금 면역성 농작물을 생산하라.
- 우량 집짐승 품종들을 육성하여 인민 생활을 높이는데 적극 이바지하는 것이다.
- 현대화된 닭 공장에서 이용하게 될 세계적 수준의 닭 원종을 육성하라.
- 유전자 치료 기술을 적극 개발 응용하라.
- 초기 분화 세포에 의한 인공 장기를 만들어 내라.
- 세계적으로 가장 우월한 품종의 염소를 클론화 방법으로 증식 시켜라.
- 인간 게놈 정보에 기초한 당뇨병의 유전자 진단 및 치료 방법을 확립하기 위한 연구 사업도 증진 시켜라

## 연구 성과 과정[2]

### 전자 공학 부문
- 2003년 12월 2일 - 집적회로 시험 공장에서 3층 구조에 의한 미세 패턴 리소그래피 기술 확보[3]
- 2004년 8월 5일 - 전자빔 리소그래피 장비를 도입하여 국가 과학원 집적회로 시험 공장과 집적회로 공장에 도입하여 이용하고 있음을 확인함[4]
- 2004년 8월 5일 - EEPROM 전용 제어 집적회로 제작 기술을 확보하는데 성공함[5]
- 2004년 8월 13일 - 16비트 마이크로컨트롤러 GC-8100A 제작 기술 확보[6]
- 2005년 8월 20일 - 16비트 마이크로프로세서 GC-9211A 제작 기술 확보[7]
- 2005년 3월 20일 - 국가 과학원 111호 마스크 제작소에서 김장순 박사 명의로 0.5um 초점심도 위상반전마스크 개발 확보[8]
- 2006년 7월 19일 - 크롬 박막 식각에 의한 준미크론 고주파 알루미늄의 증착 기술을 희천 공업 대학에서 1Ghz 수준의 고주파 마이크로프로세서를 개발을 함[9]
- 2006년 8월 5일 - 집적회로 연구소에서 과산화수소에 의한 알루미늄 배선 기술을 확보하는 데 성공을 함[10]
- 2007년 1월 6일 - 조선중앙통신에서 0.5um 초점심도의 위상반전마스크 개발 성공으로 현재 45nm ASIC를 설계하여 파운드리로 실증한 보도를 특종으로 밝힘[11]

### 금속 공업 부문
- 2003년 5월 27일 - 국가 과학원 5월 28일 금속 연구소에서 북한 갈탄 용선 생산 기술을 확보함[12]
- 2004년 5월 10일 - 천리마제강연합기업소에 석회석 혼합물에 의한 용선의 냄비 정련 공정 기술을 확보를 하는데 성공을 함
- 2004년 5월 12일 - 국가 과학원 5월 28일 금속 연구소에서 북한 산화 배소로에서 구단광 생산 기술을 확보함[13]
- 2005년 4월 4일 - 김책공업종합대학에서 저질 석탄 주체철 생산 기술을 확보함[14]
- 2005년 6월 29일 - 천리마제강연합기업소에서 자용성 단광 생산 기술을 확보하는데 성공을 함[15]
- 2005년 8월 30일 - 황해제철련합기업소에서 100t 초고전력 전기로 제작 기술을 확보하는데 성공을 함[16]
- 2006년 5월 30일 - 국가 과학원 흑색 금속 연구소에서 연속 주조를 하는 저합금강 제강 기술을 보유하는 데 성공을 거둠
- 2007년 1월 24일 - 주체철에 의한 주철을 생산 기술을 확보를 성공을 거둠[17]
- 2007년 2월 4일 - 청진 강재 공장에서 루설 자속 제한 출력 제어 저주파 유도로 제작 기술을 확보하는데 성공을 함
- 2007년 3월 15일 - 보산제철소에서 직접 가열식 열풍로를 제작하는데 성공을 하고 특허에 등록을 함[18]

### 화학 공업 부문
- 2007년 2월 5일 - 농업 과학 연구원에서 맥린 복합 비료를 생산을 하는데 성공을 거둠
- 2007년 4월 10일 - 신의주 농업 대학에서 류화 소다에 의한 과인산 비료의 제조 기술을 확보함

### 기계 공업 부문
- 2004년 4월 3일 - 희천공작기계종합공장에서 개발한 RV-50 5축 수직 가공 중심반 제작 기술을 확보함
- 2004년 8월 12일 - 구성공작기계종합공장에서 개발한 VMC-500 6축 수직 종합 가공반 제작 기술을 확보하는데 성공함
- 2005년 2월 28일 - 구성공작기계종합공장에서 개발한 구성-10호 2축 CNC 만능 선반 제작 기술을 확보함
- 2006년 8월 16일 - 희천공작기계종합공장에서 개발한 CL104-500 2축 CNC 만능 선반 제작 기술을 확보함
- 2007년 8월 7일 - 의주 식료 공장에서 CM12-300형 3축 CNC 밀링 머신 제작 기술을 확보함

### 생명 공학 부문
- 2003년 4월 22일 - 실험 생물학 연구소에서 Bacillus natto균 대두박 양어 점결 제조 기술
- 2003년 6월 17일 - 실험 생물학 연구소에서 메기 성장 촉진제 프로액을 제조 기술을 확보함
- 2003년 6월 23일 - 실험 생물학 연구소에서 감자 재배에 풍옥을 이용하는 기술을 확보함
- 2003년 7월 28일 - 실험 생물학 연구소에서 전기 충격과 항암제 병합 유선암 치료 기술을 개발 확보함
- 2004년 6월 29일 - 실험 생물학 연구소에서 Bacillus natto균 칠색 송어 먹이 구더기 이용 기술을 개발함

### 로봇 공학 부문
- 2007년 - 국가 과학원 조종 기계 연구소에서 유선식 해저 로봇 해양-2호를 개발하여 해저 탐사의 기초를 다지게 됨

## 결과
결국 북한의 2차 과학기술발전 5개년 계획은 결국 성과적으로 끝나 결국 2007년에 결국 과학자 - 기술자 대회를 통하여 결국 3차 과학기술발전 5개년 계획을 더욱 촉진시키는 계기가 되었음을 알수가 있었다는 것이다.